# Inopsis catoxantha
Inopsis catoxantha là một loài bướm đêm thuộc phân họ Arctiinae, họ Erebidae.